# 89th Regiment of Foot (1779–1784)
Das 89th Regiment of Foot war ein Infanterieregiment der britischen Armee, das von 1779 bis 1784 bestand.
Das Regiment wurde während des Amerikanischen Unabhängigkeitskrieges am 19. Oktober 1779 in Worcestershire aufgestellt. Das Regiment trug scharlachrote Uniformen mit schwarzen Aufschlägen. Das Regiment wurde ab Dezember 1779 auf den Westindischen Inseln eingesetzt. Colonel des Regiments war zunächst Hon. Lucius Ferdinand Cary, der Sohn des 7. Viscount Falkland, und nach dessen Tod auf Tobago, 1780, William Medows. Nach Abschluss des Vorfriedens zum Frieden von Paris kehrte das Regiment nach England zurück und wurde dort spätestens 1784 aufgelöst.